# Pfaffnau
Pfaffnau ist eine politische Gemeinde im Wahlkreis Willisau des Kantons Luzern in der Schweiz. Das ehemalige Kloster St. Urban mit seiner umschlossenen Gartenanlage ist ebenfalls in der Gemeinde Pfaffnau und liegt 4,5 km westlich vom Dorf Pfaffnau.

## Geographie
Die Gemeinde liegt zwischen dem Tal des (Gondiswiler-) Rotbachs und dem Wiggertal in der Nordwestecke des Kantons Luzern. Die Gemeinde besteht aus den Ortsteilen Pfaffnau-Dorf und St. Urban (452 m ü. M.; 4,5 km westlich von Pfaffnau-Dorf), das unmittelbar am Zusammenstoss der Kantonsgrenzen von Aargau, Bern und Luzern liegt. Die beiden Dörfer sind durch die zwei grossen Waldgebiete Chüewald und Sagerwald voneinander getrennt. Der Ort liegt in einem Hügelgebiet. Pfaffnau-Dorf wird von der Pfaffneren durchflossen.
Vom ganzen Gemeindegebiet werden 63,4 % landwirtschaftlich genutzt. Weitere 25,0 % sind Waldgebiet und 10,9 % Siedlungsfläche (Stand 2015/16).

### Ortsteile
Im Osten des Orts liegen der Hüttewald und der Baanwald. Am (Gondiswiler) Rotbach und somit an der Strasse Zell-St. Urban liegen verschiedene Weiler. Der südlichste davon ist Ludligen (527 m ü. M.; 4,1 km südwestlich des Dorfs), in dessen Osten der Grosswald liegt. Weiter nördlich liegt der aus zwei Teilen bestehende Berghof (Unterberghof 496 m ü. M., Ober Berghof 550 m ü. M.; 4,1 resp. 3,6 km westsüdwestlich des Dorfs), an deren Ostgrenze der Baanwald beginnt. 1,5 km südlich von St. Urban liegt der Weiler Grosse Sonnhalde (493 m ü. M.)
Der Ortsteil St. Urban besteht selber aus mehreren Siedlungen. Die südlichste ist der Weiherhof, nördlich anschliessend dann das ehemalige Kloster St. Urban. Im Osten des Klosters liegt Neuscheuer. Im Norden des Klosters liegen ein Neubaugebiet und Murhof. An der Nordgrenze der Gemeinde liegt der Weiler Krummen (523 m ü. M.; 1,8 km nordwestlich des Dorfs). 600 m nördlich des Dorfs liegt Sagen, das mit Hubel zusammengewachsen und die drittgrösste Siedlung der Gemeinde ist. Im Nordosten der Gemeinde liegen die Weiler Schulerslehn (526 m ü. M.; 1,9 km nordöstlich) und Tannbach (560 m ü. M.; 1,8 km ostnordöstlich). Zwischen Tannbach und Pfaffnau-Dorf liegt der Weiler Chäppeli (1,2 km nordöstlich). Südlich von Tannbach liegt Nuttelen (1,2 km östlich des Dorfs) und noch weiter südlich Burg (1,2 km südöstlich vom Dorf) mit der Ruine der Burg Pfaffnau. Östlich von Nuttelen und Burg liegt der grosse Burgwald, der im Norden direkt in den Langnauerwald übergeht. Zwischen Roggliswil und Richenthal liegen die Weiler Eberdingen (1,8 km südöstlich des Dorfs; 660 m ü. M.) mit der südlich angrenzenden Aeberdingerhöchi (712 m ü. M.) und noch weiter südwärts Uelihof (653 m ü. M.) und Witenlingen (673 m ü. M.; 3 km südlich von Pfaffnau-Dorf).

### Nachbargemeinden
Die Nachbargemeinden von Pfaffnau liegen in drei verschiedenen Kantonen. Die bernischen Nachbarorte sind Melchnau, Roggwil und Langenthal, die aargauischen Brittnau und Murgenthal und die luzernischen Altbüron, Grossdietwil, Reiden und Roggliswil. Ein Dreikantoneeck findet sich bei St. Urban .

## Bevölkerung
| 1778 | 1860 | 1880 | 1900 | 1950 | 1970 | 1990 | 2006 |
| ---- | ---- | ---- | ---- | ---- | ---- | ---- | ---- |
| 1215 | 1907 | 1771 | 1954 | 2523 | 2584 | 2601 | 2106 |

Die Einwohnerzahl stieg zwischen 1798 und 1860 stark an (1798–1860: + 57,0 %). Darauf folgte ein Absinken der Wohnbevölkerung bis 1870 und ein starker Anstieg in den 1870er-Jahren. Zwar sank die Zahl der Einwohner von 1880 bis 1900 um rund hundert Personen, doch im Vergleich zu anderen Landgemeinden war der Bevölkerungsverlust gering. Dies zeigt auch ein Vergleich (1850–1900: + 3,7 %). Bis 1950 wuchs die Bevölkerung mässig, aber stetig (1900–1950: + 29,1 %), danach stagnierte sie für zwei Jahrzehnte. Einem Minus zwischen 1970 und 1980 folgte ein Plus bis 1990. Seither sinkt die Wohnbevölkerung wieder (1990–2004: − 19,3 %).

### Sprachen
Die Bevölkerung benutzt als Alltagssprache eine hochalemannische Mundart. Bei der letzten Volkszählung im Jahr 2000 gaben 94,02 % Deutsch, 1,72 % Serbokroatisch und 0,96 % Albanisch als Hauptsprache an.

### Religionen – Konfessionen
Früher waren alle Bewohner Mitglied der römisch-katholischen Kirche. Durch Kirchenaustritte und Zuwanderung aus anderen Regionen der Schweiz und dem Ausland hat sich dies geändert. Heute (Stand 2000) sieht die religiöse Zusammensetzung der Einwohnerschaft wie folgt aus: Es gibt 70,75 % römisch-katholische, 15,82 % evangelisch-reformierte und 3,89 % orthodoxe Christen. Daneben findet man 3,64 % Konfessionslose und 2,55 % Muslime. Bei den Orthodoxen handelt es sich um Angehörige slawischer Völker (Serben, Montenegriner und Mazedonier) aus dem ehemaligen Jugoslawien. Die Muslime sind beinahe ausnahmslos albanischer Herkunft.

### Herkunft – Nationalität
Ende 2022 waren von den 2714 Einwohnern 2252 Schweizer und 462 (= 17,0 %) Ausländer. Die Einwohnerschaft bestand aus 83,0 % Schweizer Staatsbürgern.  Die ausländischen Einwohner stammten aus Deutschland (118 Personen), Portugal (57), dem Kosovo (44), Italien (20), Serbien (19), Nord-Mazedonien (11), Spanien und der Türkei (je 10). 146 Personen stammten aus dem übrigen Europa, und 27 waren aussereuropäischer Herkunft.

## Geschichte

Luftbild von Werner Friedli (1953)

Erste Erwähnung findet der Ort unter dem Namen Fafanhaa in einer Besitzerurkunde der Fraumünsterabtei Zürich im Jahr 893. Ende des 12. Jahrhunderts besitzen auch das Chorherrenstift Beromünster und das Kloster Engelberg Güter in der Gemeinde. Die hohe Gerichtsbarkeit üben die Habsburger aus, die die Gemeinde zum Amt Willisau schlagen. Die niedere Gerichtsbarkeit liegt in den Händen der Herren von Pfaffnau und später des Klosters St. Urban. Das Jahr 1375 war ein Unglücksjahr sowohl für Pfaffnau wie für das Kloster St. Urban. Die Gugler, die Söldnertruppen Enguerrands VII. de Coucy, brannten beide Ortsteile nieder. Nachdem Habsburg die Schlacht von Sempach verloren hatte, bemächtigte sich die expandierende Stadt Luzern im Jahr 1407 der Gegend. Pfaffnau blieb bis 1798 Teil der Landvogtei Willisau. Dann war der Ort bis 1803 dem Distrikt Altishofen zugeteilt, ehe es zum neu gegründeten Amt Willisau geschlagen wurde.
1964 wurde bei einer Prospektion nach Erdöl gesucht, stattdessen stiessen die Geologen auf ein Erdgasvorkommen. Sie fackelten es ab, da es sich wegen der zu geringen Menge nicht für eine kommerzielle Nutzung eignete.

## Politik

### Gemeinderat
Der Gemeinderat Pfaffnau besteht aus fünf Mitgliedern und ist wie folgt aufgestellt (Legislatur 2020-2024):
- Sandra Cellarius (FDP): Gemeindepräsidentin
- Pirmin Bucheli (CVP): Sozialwesen
- Jörg Vonmoos (CVP): Bauwesen
- Herbert Wüest: Umwelt/Sicherheit
- Andreas Müller: Finanzen und Bildung

### Kantonsratswahlen
Bei den Kantonsratswahlen 2023 des Kantons Luzern betrugen die Wähleranteile in Pfaffnau: Mitte (mit JMitte und Mitte60+) 42,47 %, SVP 24,42 %, FDP 19,14 %, SP 6,53 %, Grüne 4,52 % und glp 2,92 %.

### Nationalratswahlen
Bei den Schweizer Parlamentswahlen 2023 betrugen die Wähleranteile in Pfaffnau: SVP 33,1 %, Mitte 31,5 %, FDP 13,5 %, SP 7,2 %, Grüne 4,8 %, glp 3,8 %, übrige 6,1 %.

## Verkehr
Die beiden Ortsteile Pfaffnau und St. Urban sind durch die Buslinie Zofingen–Pfaffnau–St. Urban der Gesellschaft Limmat Bus ans Netz des Öffentlichen Verkehrs angeschlossen. St. Urban ist ausserdem mit der Umgebung durch die Buslinie Zell LU–Altbüron–St. Urban und die Bahnstrecke St. Urban–Langenthal der ehemaligen Langenthal-Melchnau-Bahn verbunden.
Pfaffnau und St. Urban liegen an der Strasse Reiden–Langenthal. Von Pfaffnau aus führt eine Strasse über Vordemwald nach Zofingen, eine weitere nach Altbüron. Von St. Urban führen diverse Strassen weg – unter anderem nach Zell LU und Langenthal. Der nächste Autobahnanschluss in Reiden an der Autobahn A2, von dem aus man das südöstlich liegende Luzern nach etwa 45 km erreichen kann, ist 5 km vom Dorf Pfaffnau entfernt.

## Söhne und Töchter der Gemeinde
- Niklaus Purtschert (1750–1815), Baumeister und Politiker
- Johann Fuchs (Missionar) (1880–1934), Missionar und Märtyrer
- Josef Zihlmann (1914–1990), Ehrenbürger, Volkskundler, Flurnamen- und Mundartforscher, Mundartdichter, Autor und Publizist
- Oskar Marti (* 1947), Koch und Kochbuchautor
- Guido Graf (* 1958), Politiker, Regierungsrat des Kantons Luzern
- Christoph Graf (* 1961), Offizier in fremden Diensten und 35. Kommandant der Päpstlichen Schweizergarde im Vatikan
- Eric Blum (* 1986), Eishockeyspieler
- Nadja Purtschert (* 1989), Snowboarderin

## Bilder

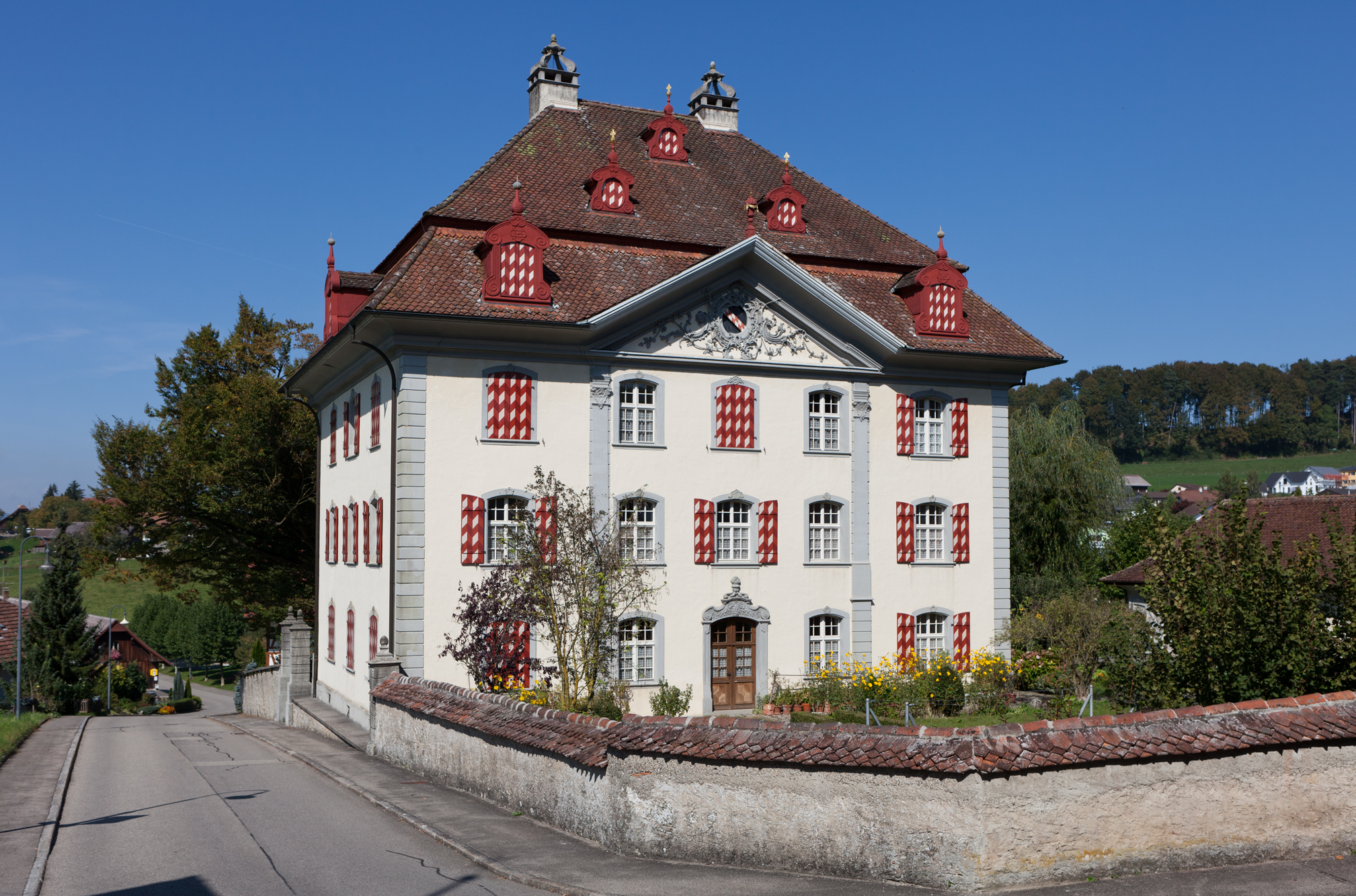
Pfaffnau, Pfarrhaus mit Zehntenscheune (alle folgenden Gebäude unter Kulturgüterschutz)
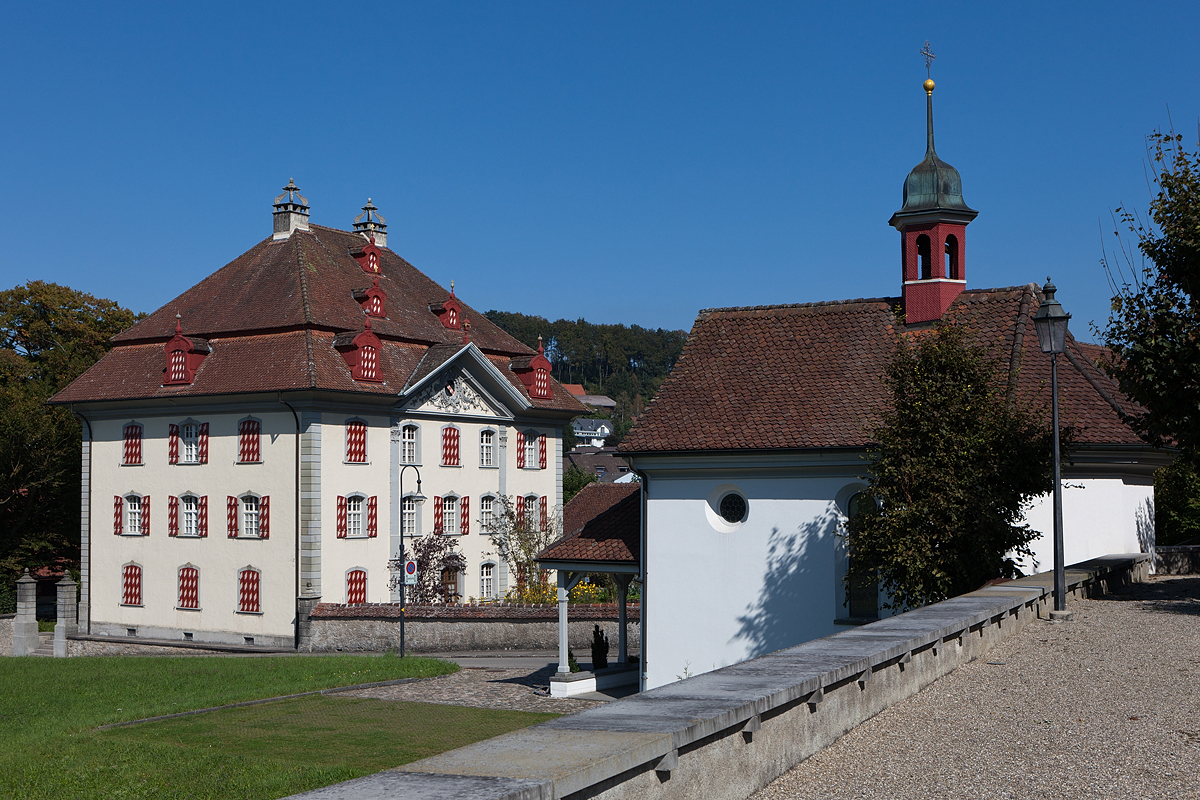
Pfaffnau, Pfarrhaus und St. Antonius-Kapelle
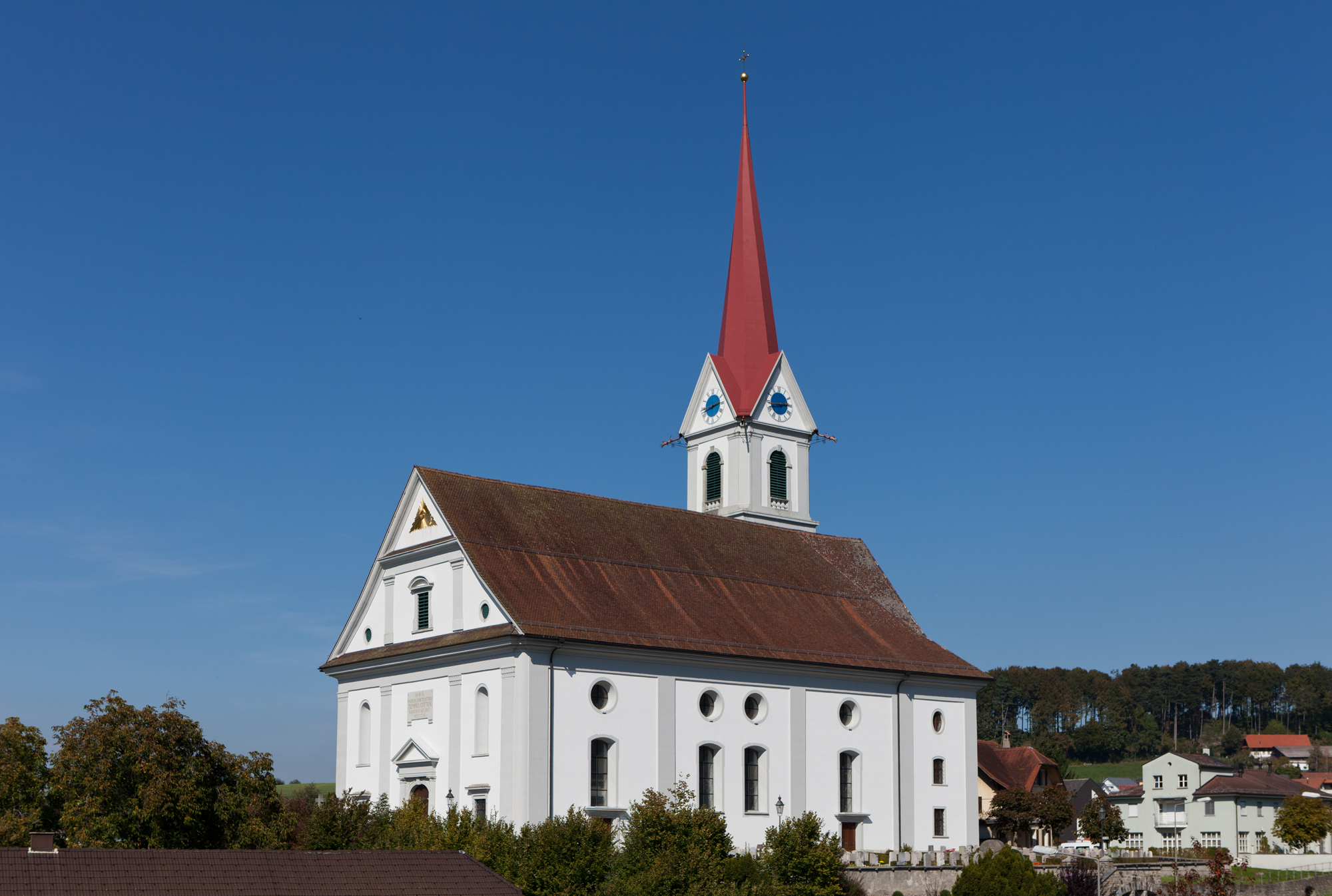
Pfaffnau, Pfarrkirche St. Vinzenz
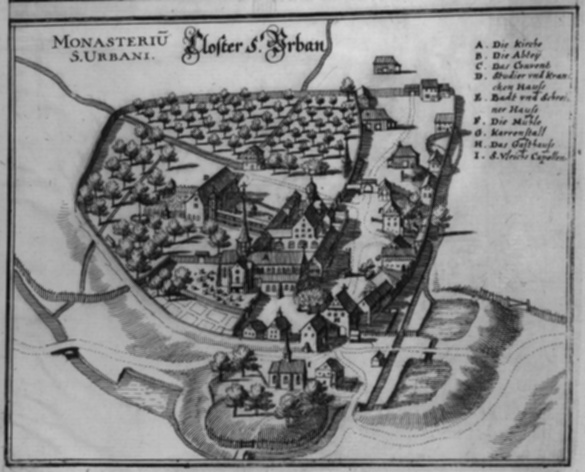
St. Urban, Klosteranlage 1654
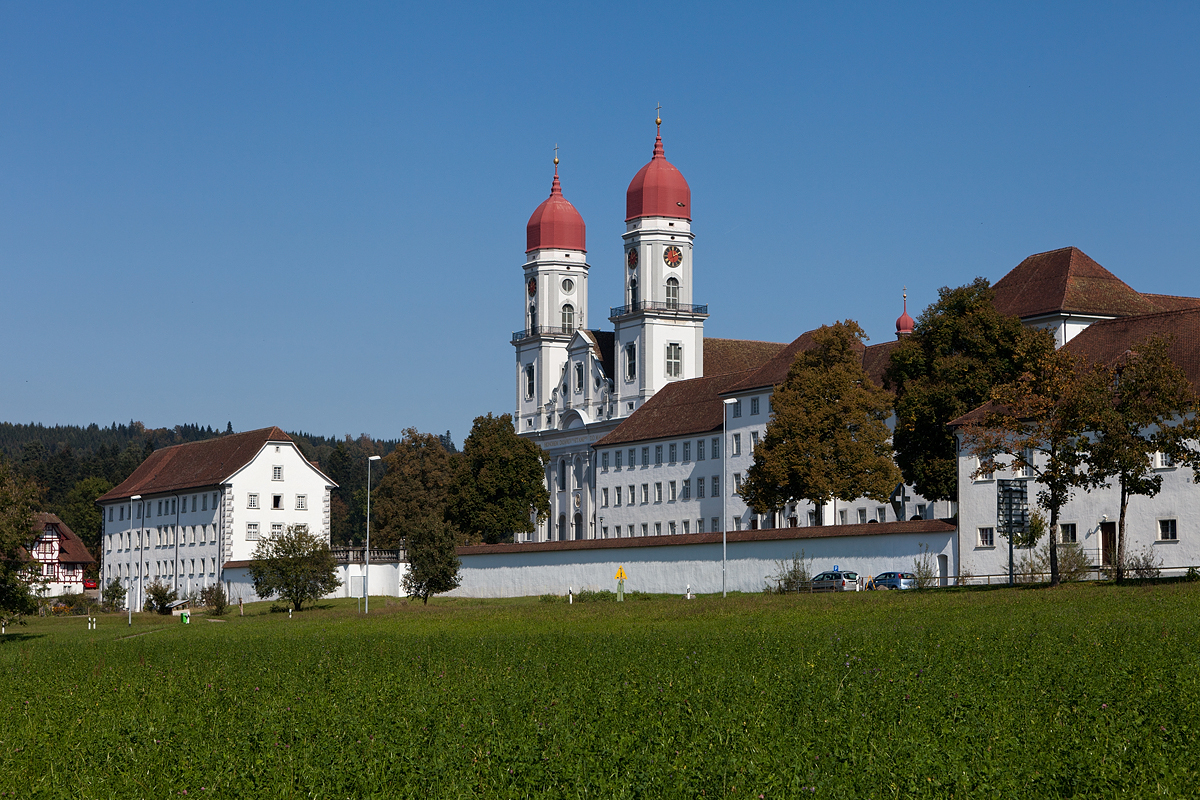
Kloster St. Urban im Ortsteil St. Urban
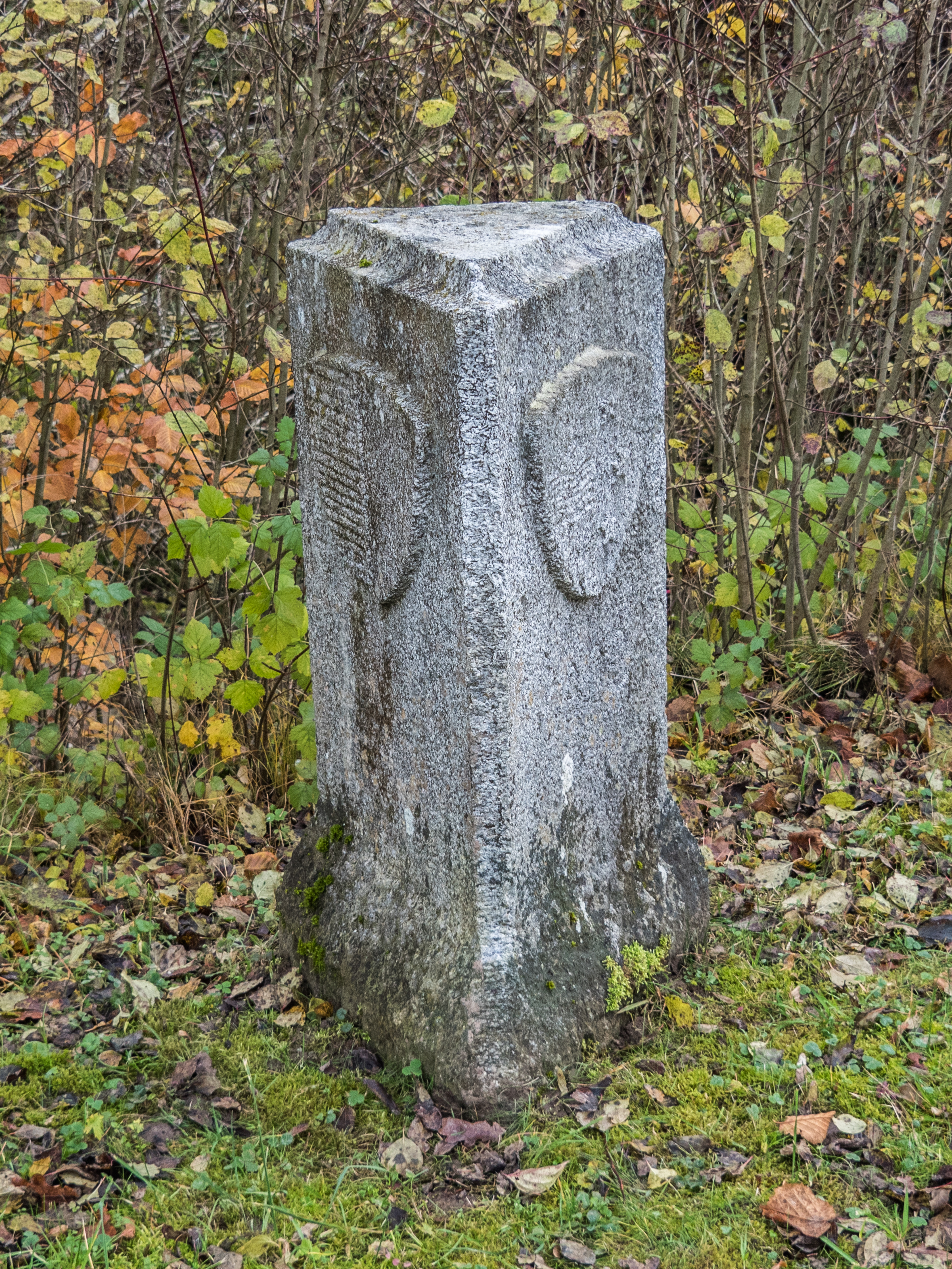
Grenzstein der Kantone Aargau/Bern/Luzern bei St. Urban